# Нагорный, Тимофей Александрович
Тимофей Александрович Нагорный (род. 31 июля 1969, Макеевка) — украинский бизнесмен, меценат, организатор многочисленных мероприятий, общественный деятель, продюсер, президент «Фонда волонтёров Украины», лидер общественного движения «Плечом к Плечу», директор международной компании «Спорт-сервис», которая занимается организацией спортивных шоу, производством одежды и питания для спортсменов. Занимается общественной деятельностью с 1989 года, за это время создал самое большое количество благотворительных проектов в Украине (более 600). Принимал участие в творческой судьбе таких артистов, как Тина Кароль, Ани Лорак, Анастасия Петрик, Рената Штифель, Мика Ньютон, Марта, Алексей Кузнецов, Виталий Козловский и др. Помогал олимпийским чемпионам и спортсменам, в том числе рекордсмену Книги рекордов Гиннесса Дмитрию Халаджи,, самой титулованной спортсменке мира Ларисе Латыниной, пятикратной олимпийской чемпионке Полине Астаховой, первой олимпийской чемпионке Украины Нине Бочаровой, инвалиду войны Николаю Нижниковскому, а также Владимиру Вирчису, Яне Клочковой, Лилии Подкопаевой, Сергею Костецкому и др. Инициировал волонтерское движение на Украине.

## Биография
Родился в многодетной семье, был седьмым ребёнком. У него 3 брата и 6 сестёр, (всего 10 детей). Его мать, Надежда Макаровна Нагорная — мать-героиня, работала на трёх-четырёх работах, зарабатывала 200 рублей. Отец Александр Тимофеевич Нагорный — шахтёр, получал 300 рублей. Родители были верующими, поэтому десятую часть заработанного — 50 рублей — отдавали в церковь. С детства торговал на рынке, и работал в колхозе грузчиком/
С 1976 года по 1986 год учился в школах № 3 и № 19 в городе Макеевке. С 1986 года по 1987 год — учился в ПТУ № 106.
С 1987 года 1989 год служил в армии на космодроме «Байконур» в городе Ленинск. Принимал участие в запуске ракеты-носителя «Энергия» и посадке орбитального корабля «Буран». Старшина запаса. За инициативность награждён командованием медалями и почетными грамотами. 

«Когда уходил в армию, то сказал родителям: „Вернусь, и у меня будет авто“. Затем сказал, что куплю квартиру в центре Донецка, так и случилось».
— 
В 1989 году Тимофей создал молодёжную организацию и начал строительство спортклуба в Советском районе города Макеевки, чтобы уберечь детей от употребления алкоголя и наркотиков. В клубе преподавались: силовые виды спорта, гимнастика и единоборства. Сначала дети не приходили, не действовали ни объявления, ни разговоры в школах. Поэтому 1 декабря 1989 года Нагорный организовал спортивный фестиваль «Тим Шоу» и молодёжное движение «Здоровье поколений». Все места во Дворце культуры были заняты, присутствовали представители СМИ Макеевки и Донецкой области: в течение недели после фестиваля в секцию спортклуба записались 500 детей, но спортзал вмещал лишь 200 человек, поэтому директор шахты «Советская» Василий Иванович Ционенко (потом директор шахты «Горького» в Донецке, бывший мастер спорта по тяжелой атлетике) помог Тимофею построить бесплатный спортивный клуб для 500 подростков. В 1990 году клуб начал свою работу и принял на тренировки детей.
С 1990 года по 1998 год Нагорный работал на шахте «Советская» в Макеевке, после смены занимался договорными работами, от которых отказывались другие, поскольку это было связано с риском для жизни: доставка и демонтаж механизированных комплексов, шахтного оборудования, крепи, силовых кабелей и пр. в сложных горно-геологических условиях. Параллельно создал строительный кооператив, потом ЧП, занимался торговлей. Заработанные деньги тратил на спорт-клуб. Работал тренером, сумел подготовить несколько мастеров спорта и мастеров международного класса по силовому троеборью — пауэрлифтингу, каратэ и бодибилдингу
В 1999 году Тимофей учредил ООО компанию «Спорт-Сервис», которая занимается продюсированием, организацией гала-концертов, фестивалей, чемпионатов, благотворительных концертов, съемками клипов и рекламных роликов, производством кино и телевизионных проектов, созданием уникального контента для интернета.
С 2001 года по 2009 год благотворительный фонд «Здоровье поколений» был организатором фестиваля «Золотая Лилия».
В 2005 году награждён Организацией Объединённых Наций к 60-летию со дня основания.
В 2006 году награждён детским фондом ООН ЮНИСЕФ.
В 2007 году окончил Донецкий университет управления по специальности менеджмент в непроизводственной сфере и магистратуру.
С 2009 года по 1 марта 2011 года был директором по развитию компании «Укрнет».
С 2009 года Президент «Фонда волонтёров Украины».

На вопрос о том, не думал ли Тимофей заняться продюсированием какой-нибудь украинской звезды, отвечает: «В нашем офисе было много звезд первой величины с просьбой о продюсировании, но я не хотел вызывать у своей жены чувство ревности. Поэтому принимал участие в жизни многих наших селебрити, но на правах друга, а не менеджера».— 
С 1 сентября 2010 года продюсер Мики Ньютон, которая представляла Украину на Евровидении 2011 в Германии (в городе Дюссельдорф), заняв 4-е место. Сотрудничество певицы и бизнесмена продолжалось до начала 2015 года.
В 2012 году принял участие в выборах в Верховную Раду Украины, сумев зарегистрироваться только с третьего раза. Несмотря на фальсификации и использование админресурса со стороны оппонентов занял второе место, уступив только представителю Партии регионов — Валерию Омельченко, зятю экс-премьер-министра Крыма Василия Джарты. Сам Нагорный позже так вспоминал о той выборной кампании: «Меня не пустили ни на одно предприятие Макеевки, всячески блокировали возможность встреч с избирателями. Но даже на уличные встречи, а их у меня было более 50 за 2 месяца, приходило огромное количество людей, которые прекрасно понимают, что дальше так продолжаться не должно».
В 2012 году советник Конгресса США Майкл Моргулис объявил Тимофея Нагорного представителем Фонда «Духовная дипломатия» на Украине.
C 2012 года возглавляет общественное движение «Плечом к Плечу»
12 августа 2014 года по приглашению Президента Фонда волонтёров Украины Тимофея Нагорного на Донбассе с с гуманитарной помощью побывал лидер российской рок-группы «Машина времени» Андрей Макаревич, выступив перед беженцами из зоны АТО и детьми Донбасса.
21 сентября 2014 года на «Марше мира» в Москве президента Фонда волонтёров Украины Тимофея Нагорного и его помощника Кирилла Гоголя задержали и осудили за «неповиновение законному требованию сотрудников полиции в связи с исполнением ими обязанностей по охране общественного порядка», после чего удерживали пять суток под арестом, отпустив только после того, как активисты и волонтёры вышли с акцией протеста под российское посольство в Киеве.
В декабре 2014 года Тимофей Нагорный вошёл в Топ-10 самых влиятельных украинцев по итогам голосования на сайте журнала «Фокус».
25 сентября 2015 года в Вашингтоне состоялся Форум «Ukraine’s Ongoing Battle for Freedom — The Risk of Western Failure in Political, Economic, and Humanitarian Assistance?» (в переводе с англ. — «Непрерывная борьба Украины за свободу: Риск провала Запада в предоставлении политической, экономической и гуманитарной помощи?»), в котором принял участие и Тимофей Нагорный.
В 2018 году награждён Международным обществом Красного Креста к 100-летию организации.
В 2018 году награждён орденом «София Киевская»
2 октября 2018 года Нагорный был арестован СБУ по сфабрикованному делу, якобы по подозрению в госизмене и мошенничестве. 22 октября на брифинге СБУ журналистам сообщили, что Нагорный был завербован ФСБ с целью создать на Украине прокремлёвскую политическую партию. Тимофей был освобожден из-под стражи решением апелляционного суда 21 мая 2019 года.
В 2019 году награждён орденом «Народный герой Украины»

## «Спорт-сервис»
«Спорт-сервис» занимается продюсированием, организацией гала-концертов, фестивалей, чемпионатов, благотворительных концертов, съемками клипов и рекламных роликов, производством кино и телевизионных проектов, созданием уникального интернет-контента.

## Благотворительность
Занимается общественной деятельностью с 1989 года, за это время создал более 600 благотворительных проектов. Оказано свыше 70 000 адресной помощи ветеранам, инвалидам, тяжелобольным. Профинансировал 128 детских домов и школ-интернатов.
Под опекой «Фонда волонтеров Украины» находятся спортивные клубы, оздоровительные лагеря, детские воспитательные колонии. Установлено 135 детских развлекательных и спортивных площадок. Было проведено около 700 субботников, высажено более 200 000 деревьев.
Фонд волонтеров Украины принимал участие в строительстве православных храмов и протестантских церквей, ремонтах общеобразовательных школ. Регулярно проводятся встречи со студентами, мастер-классы, тренинги и круглые столы.
Оказана помощь спортивным федерациям: каратэ, гимнастики, акробатики, тяжелой атлетики, пауэрлифтинга, бодибилдинга, гиревого спорта, фитнеса и плавания, а также цирковым кружкам, танцевальным коллективам и балетным школам.
«Фонд волонтеров Украины» сотрудничает с многими международными и украинскими общественными организациями.
Помогает украинским домам-интернатам, помогает ВИЧ-инфицированным детям.
Помогал спортсменке пенсионерке Полине Астаховой до самой её смерти.
Организовывал прощальный вечер и похороны первой олимпийской чемпионки Украины Нины Бочаровой.

## Созданные мероприятия
- Гала-концерт «Тим Шоу» (1989)
- Региональный турнир по бодибилдингу «Мистер сенсация» (1990)
- Установление различных рекордов (1990—2019)
- Региональный праздник «Шахтерские игры» (1990—1999)
- Состязание «Телохранитель года» (1992)
- Фестиваль боевых искусств «Казачья доблесть» (1993)
- Акция «Мы выбираем спорт» (1994)
- Региональный турнир по силовому многоборью «Самый сильный в Донбассе» (1994—2004)
- «Кубок Президента Украины» по боевым искусствам (1996—2000)
- «Рекордсмен Дмитрий Халаджи»(1998—2008)
- Международный турнир по силовому многоборью «Железный человек СНГ» (1999)
- Финал всеукраинского турнира силачей «Богатырь Года» (1999)
- Международный турнир «Самый сильный человек планеты» (2000)
- Международный турнир по спортивной гимнастике «Золотая Лилия» (2002—2004)
- Международный спортивный фестиваль «Золотая Лилия» (2005—2009)
- Телефильм «Фитнесс с чемпионами» (2001)
- Международный проект «Гордость Наций» (2001)
- День Киева (2003г, площадь Независимости)
- Международный фестиваль «Гиннесс-Шоу» (Ясиноватая 2003)
- Телефильм «На горизонте леди Под» (2003)
- Церемония награждения спортсменов «Ukrainian Sports Awards» (2003)
- Спортивный конкурс красоты «Мисс Фитнесс» (2004)
- День Киева (2004 площадь Независимости)
- Международный фестиваль «Гиннесс-Шоу» (Киев 2004)
- Международный проект «Здоровье поколений»
- Юбилейный вечер 9-кратной олимпийской чемпионки Ларисы Латыниной «Легенда по имени Лариса» (70 лет) Киев (2004)
- Легкоатлетический марафон совместно с международным детским фондом UNICEF (Донецк-Днепр-Симферополь-Херсон-Николаев-Одесса,2004)
- Гала-концерт к 60-летию Организации Объединённых Наций (2005)
- Международный фестиваль «Гиннес-Шоу» (Москва 2005)
- Проект «Звезды детям» (2005—2012), среди них:
  - Звезды детям — 2007 (Дворец «Украина»)
  - Звезды детям — 2008 (Майдан Независимости)
  - Звезды детям — 2009 (Киевский Дворец спорта)
- Спектакль «IRONMAN» на базе театра Анатолия Залевского"Risoma" (2006)
- Благотворительный марафон в международный День защиты детей «Пусть всегда буду Я» (2006)
- Всеукраинская благотворительная акция в поддержку ВИЧ-позитивных людей «SOSстрадание» (2006—2009)
- Международный турнир единоборств «Один на Один» (2007)
- Благотворительный гала-концерт «Чужих детей не бывает» (Одесса 2007)
- Фестиваль «Мистецький храм» (2008—2016)
- Проект «Ангелы среди нас» (2009—2012)
- Участие артиста в международном песенном конкурсе"Евровидение" (2011)
- Продвижение артистов (Тина Кароль, Ани Лорак, Мика Ньютон, Анастасия Петрик, Виталий Козловский, Renata, Алексей Кузнецов, LizzyTim)
- Спортивное шоу «Живая планета» (2013)
- Проект «Плечом к Плечу» (2011—2020)
- Всеукраинский конкурс массовых зарядок «Руханка» (2015)
- Спортивные соревнования «СТАН» (2015—2020)
- Праздник ко Дню молодежи «Youthday» (2017)
- Фестиваль «Мост Дружбы» (2017)
- Рекорд на горе Говерла ко Дню Конституции Украины (2017)
- Праздник Масленицы для детей внутренне перемещенных лиц (2018)
- Международный фестиваль «Поляна Силы» (2018—2019)
- Соревнования «Самая спортивная мама» (2020)
- Рекорд инвалида войны Николая Нижниковского (2020)
- Прощальный вечер и похорон первой олимпийской чемпионки Украины Нины Бочаровой (2020)
- Презентация книги Михаила Моргулиса "Один на один с жизнью" (2020)

## Книги и фильмы
- Тимофей является автором мотивационной книги «Сила мечты»[28][29]
- О Тимофее сняты документальные фильмы «Сила мечты» и «Тимофей Нагорный. Чистосердечно»

## Семья
- Отец — Александр Тимофеевич Нагорный — был шахтёром[4]
- Мать — Надежда Макаровна Нагорная, мать героиня, работала на 3-4 работах, умерла от рака 25 мая 1989 года, за месяц до её смерти Тимофей дал слово, что всю свою жизнь посвятит пропаганде здорового образа жизни.[4][8]
  - Сёстры: Анна, Людмила, Раиса, Марина, Наталья и Валентина[4]
  - Братья: Даниил, Евгений и Андрей.

## Личная жизнь
- Первая жена с 1990 по 1999 — Елена Васильевна Нагорная. Прожили вместе 9 лет.
  - Дочь Кристина Нагорная (род. 5 октября 1990)
  - Внучка Алиса (род. 25 января 2020)
- Вторая жена с 25 декабря 2004[30] по 2009 — Лилия Подкопаева, прожили вместе 7 лет. (2002—2009)[31]
  - Приёмный сын Вадим Нагорный (род. 27 ноября 2005[32]), его усыновили 13 июля, а забрали домой 31 июля 2006[32] (его снимали в клипе Алины Гросу)[33]
  - Дочь Каролина Нагорная (род. 10 ноября 2006), названа в честь своей крёстной Ани Лорак)[33]

Дети с 3 лет занимаются гимнастикой, иностранными языками и танцами.
- Третья жена с 2012 — Гернер Рената Петровна
  - Дочь Николь Нагорная (род. 24 июля 2012).

## Интересные факты
Назвали Тимофея в честь деда — Нагорного Тимофея Даниловича, участника ВОВ, занимавшего должности начальника штаба полка, командира полка и заместителя начальника 186 стр. дивизии Белорусского фронта.
Отец Александр Тимофеевич Нагорный через пять месяцев после смерти матери ушёл к другой женщине, которая жила в Авдеевке, Тимофей три года с ним не разговаривал, поэтому он стал главой семьи в 1989 году и заботился о трёх младших сёстрах, которым было от 10 до 14 лет, и трёх старших сёстрах, которые были не замужем. А три старших брата уже были женаты. Он отремонтировал дом, получил от горисполкома четырёхкомнатную квартиру, в очереди на которую его родители стояли 25 лет, и сам сделал для неё мебель! И построил бесплатный спортивный клуб для 500 подростков.
Тимофей дружил и сотрудничал с Владимиром Турчинским (Динамитом). Владимир его многому научил, стал вдохновителем и ведущим первых крупных спортивных проектов Тимофея, рекламировал компанию «Спорт-Сервис». Лилия Подкопаева познакомилась с Тимофеем на проекте Нагорного-Турчинского «Мисс Фитнесс» в 2002 году.
Тимофей Нагорный верующий человек, часто цитирует Евангелие.
Тимофей Нагорный занимается бодибилдингом, посещает тренажёрный зал, бассейн, зимой катается на лыжах.

Тимофей Нагорный любит готовить, его любимое блюдо суп из перепелов, впервые приготовил борщ в 8 лет.
Свадьбу Подкопаевой и Нагорного вели: Мария Ефросинина, Владимир Турчинский и Дмитрий Оськин. Их поздравляли Иосиф Кoбзон, Таисия Повалий, Вадим Пиcaрев, Святослав Вaкарчук, Янa Клoчковa, Светланa Хоркинa, Алекceй Немов, Татьянa Гуцу, Екатеринa Сeребрянская и др.
Свидетельницей со стороны Лилии была Ани Лорак.
Он любит путешествовать побывал в США, Китае, многих странах Европы. а также в Тибете, острове Пасхи и Таити.
Никогда не ходит на выборы, политикам не верит
Тимофей Нагорный активно занимается спортом и в свои 51 легко подтягивается 30 раз, и 13 раз делает подъём с переворотом (выиграл соревнования «Самый спортивный папа» на Майдане независимости) 
Активно помогает и промотирует инвалида войны, рекордсмена Украины Николая Нижниковского, мальчика с Донбасса, который в результате взрыва артиллерийского снаряда потерял младшего брата, а сам лишился руки и обеих ног.

## Телевидение
После развода участвовал в теле-проекте Оксаны Байрак на канале СТБ «Давай поженимся», его пригласила креативный продюсер проекта Слава Фролова, Тимофея поддерживали Владимир Вирчис и девушка модельной внешности, приехавшая из Сан-Тропе. Тимофей нашёл себе девушку, но девушка его не выбрала, она отказалась выйти с ним в финале программы.
В 2017 году принимал участие в проекте «Міняю жінку» на канале 1+1.
Давал многочисленные интервью, а также участвовал во многих ток-шоу на большинстве ТВ-каналов Украины.
Созданные Тимофеем проекты транслировались на ведущих украинских телеканалах и имели многомиллионную аудиторию.